# نیروی انتقام‌جو
نیروی انتقام‌جو (به انگلیسی: Avenging Force) یک فیلم اکشن و دلهره‌آور آمریکایی محصول سال ۱۹۸۶ به کارگردانی سام فرستنبرگ با بازی مایکل دادیکوف در نقش کاپیتان مت هانتر است. فیلمنامه توسط جیمز بوت که در این فیلم هم بازیگر بود نوشته شده‌است. در ابتدا به عنوان دنباله‌ای برای فیلم تهاجم آمریکایی (۱۹۸۵) در نظر گرفته شده بود که چاک نوریس در نقش مت هانتر بازی کرد. این فیلم با استقبال منفی منتقدان روبرو شد، اما در ویدیوی خانگی موفقیت کالتی به دست آورد و یک فیلم کالت محسوب می‌شود.

## بازخورد فیلم
این فیلم عمدتاً با استقبال منفی منتقدان مواجه شد.